# Unterseeboot 850
Le Unterseeboot 850 (ou U-850) est un sous-marin allemand utilisé par la Kriegsmarine pendant la Seconde Guerre mondiale.

## Historique
L'U-850 reçoit sa formation de base dans la 4. Unterseebootsflottille à Stettin en Allemagne jusqu'au 31 octobre 1943, où il rejoint la formation de combat la 12. Unterseebootsflottille à Bordeaux en France.
L'U-850 est en route pour l'Océan Indien pour rejoindre la meute de loups gris du nom de Monsun en opérations dans ce secteur lorsqu'il coule le 20 décembre 1943 dans l'Atlantique centre, à l'ouest de Madère, à la position géographique de 32° 54′ N, 37° 01′ O par des charges de profondeurs et des torpilles MK 24 "FIDO" lancées par cinq avions Grumman TBF Avenger et F4F Wildcat de l'escadrille VC-19 du porte-avions d'escorte américain USS Bogue.

Les 66 membres d'équipage meurent dans cette attaque.

## Affectations successives
- 4. Unterseebootsflottille du 17 avril 1943 au 31 octobre 1943
- 12. Unterseebootsflottille du 1er novembre 1943 au 20 décembre 1943

## Commandement
- Korvettenkapitän Klaus Ewerth du 17 avril 1943 au 20 décembre 1943

## Navires coulés
L'U-850 n'a ni coulé, ni endommagé de navire au cours de son unique patrouille.

## Sources
- (en) U-850 sur le site Uboat.net